# Derek Daypuck
Derek Daypuck (ur. 20 lutego 1978 w London) – kanadyjski rugbysta grający w formacji ataku, reprezentant kraju w odmianach piętnasto- i siedmioosobowej, uczestnik Pucharów Świata w 2005 i 2007.

## Kariera klubowa
Grać w rugby rozpoczął w szkole średniej w rodzinnym London. Występował wówczas na pozycji łącznika ataku, na którą powrócił w trakcie kariery seniorskiej, w międzyczasie grając jako obrońca. Na poziomie klubowym związany był z Castaway Wanderers, Sudbury RUFC i London St George's RFC.
W rozgrywkach Rugby Canada Super League reprezentował zespoły Saskatchewan Prairie Fire, Toronto Xtreme i Vancouver Island Crimson Tide. Z kolei w Canadian Rugby Championship z Ontario Blues, także jako kapitan, uczestniczył w zwycięskich kampaniach w 2012, 2013 i 2014.

## Kariera reprezentacyjna
Grał w narodowej kadrze U-20 i reprezentacji U-23 w Victorii.
Po raz pierwszy do kadry rugby siedmioosobowego został powołany w 2002 roku. Zadebiutował w niej w turnieju Cardiff Sevens 2003 i w kolejnych latach występował z nią w turniejach z cyklu IRB Sevens World Series, a także w Pucharze Świata 2005 i turnieju rugby 7 na Igrzyskach Wspólnoty Narodów 2006.
Z kadrą rugby piętnastoosobowego związany był od 2004 roku, choć już rok wcześniej znajdował się w orbicie zainteresowania selekcjonerów. Wziął z nią udział m.in. w kwalifikacjach, a następnie w samym turnieju finałowym Pucharu Świata 2007, a także w zawodach Churchill Cup czy Super Cup.
Z zespołem Canada East wziął udział we wszystkich trzech edycjach North America 4 (2006, 2007 i 2008). Uczestniczył następnie z narodową kadrą A w rozgrywkach Americas Rugby Championship – w 2009, 2010 i dość niespodziewanie w 2014.

## Varia
- W zaproszeniowym zespole Dog River Howlers Rugby Club był grającym trenerem[35][36][37], trenował też żeńską drużynę University of Western Ontario[14][38].
- W 2009 roku przerwał karierę sportową i podjął naukę w szkole pożarniczej Lambton College. Pracował następnie jako strażak łącząc pracę zawodową ze sportem[14].
- W 2013 roku wziął udział w turnieju dla weteranów World Rugby Classic[39].